# Macfie Sound
Macfie Sound är ett sund i Antarktis. Det ligger i Östantarktis. Australien gör anspråk på området.